# کیاآباد پدگی
کیاآباد پدگی روستایی در دهستان تمین بخش لادیز شهرستان میرجاوه استان سیستان و بلوچستان ایران است.

## جمعیت
بر پایه سرشماری عمومی نفوس و مسکن در سال ۱۳۹۵ جمعیت این مکان ۶۵ نفر (۲۵خانوار) بوده‌است.